# Indywidualne Mistrzostwa Wielkiej Brytanii na Żużlu 1963
Indywidualne mistrzostwa Wielkiej Brytanii na żużlu – cykl turniejów żużlowych mających wyłonić najlepszych żużlowców brytyjskich w 1963 roku. Tytuł wywalczył Peter Craven z Belle Vue Aces. 

## Wyniki końcowe
- 22 lipca 1963 r. (poniedziałek),  Londyn - Wimbledon
- 23 lipca 1963 r. (wtorek),  Southampton
- 26 lipca 1963 r. (piątek),  Norwich

| Msc. | Zawodnik            | Klub               | Pkt  |  |  |
| ---- | ------------------- | ------------------ | ---- |  |  |
| 1    | Peter Craven        | Belle Vue Aces     | 42   |  |  |
| 2    | Barry Briggs        | Southampton Saints | 41   |  |  |
| 3    | Leo McAuliffe       | Wimbledon Dons     | 31+3 |  |  |
| 4    | Nigel Boocock       | Coventry Bees      | 31+2 |  |  |
| 5    | Ron How             | brak danych        | 29   |  |  |
| 6    | Jim Lightfoot       | brak danych        | 27   |  |  |
| 7    | Dick Fisher         | brak danych        | 27   |  |  |
| 8    | Peter Moore         | brak danych        | 26   |  |  |
| 9    | Tadeusz Teodorowicz | brak danych        | 23   |  |  |
| 10   | Ron Mountford       | brak danych        | 18   |  |  |
| 11   | Bob Andrews         | Wimbledon Dons     | 17   |  |  |
| 12   | Mike Broadbanks     | brak danych        | 15   |  |  |
| 13   | Cyril Maidment      | brak danych        | 13   |  |  |
| 14   | Ken McKinlay        | Coventry Bees      | 12   |  |  |
| 15   | Neil Street         | Swindon Robins     | 6    |  |  |
| 16   | Doug Templeton      | brak danych        | 2    |  |  |